# Nate Hawthorne
Nathaniel Hawthorne, detto Nate (Mount Vernon, 15 gennaio 1950 – Tempe, 23 novembre 2005), è stato un cestista statunitense, professionista nella NBA.

## Carriera
Venne selezionato dai Los Angeles Lakers al settimo giro del Draft NBA 1973 (118ª scelta assoluta).